# Kaisuki
Kaisuki är hos Bugandafolket i Afrika bror till Döden.
Kaisuki försöker lönlöst motverka sin brors destruktiva verksamhet som drivs av hämndbegär mot Kintus och Nambis släkte.